# Jean d'O
Ne doit pas être confondu avec le surnom « Jean d'O » donné à Jean d'Ormesson.
Jean d’O, seigneur de Manou, est un seigneur français.
Frère de François d'O, le mignon d’Henri III, Jean d’O fut fait chevalier de l'ordre du Roi en 1585 et capitaine de cent archers de la garde du corps du roi Henri III.
Il épousa Charlotte de Clermont-Tallard, dont il eut Louise d’O, mariée le 5 juin 1599, à Gabriel II du Quesnel, seigneur de Coupigni, marquis d’Alègre.
La seigneurie de Franconville-aux-Bois et celles de Maillebois, de Fresnes et de Baillet-en-France, entrèrent dans la maison d’O par l’alliance de Jeanne le Baveux (fille et héritière de Jean le Baveux, chevalier) avec Robert VI, chevalier, seigneur d’O, sénéchal du comté d'Eu, tué à Azincourt le 25 octobre 1415.
Sixième aïeul de Jacques d’O, en faveur duquel la seigneurie de Franconville-aux-Bois fut érigée en marquisat, par lettres du mois de juin 1619. Son fils René-Claude (mort en 1718), vendit ce marquisat à son cousin Gabriel-Claude d’O, seigneur de Villiers, en faveur duquel le roi renouvela le titre de marquisat de Franconville par lettres du 16 juillet 1699. Lieutenant général des Armées navales et Grand Croix de Saint Louis. Il fut père de 3 enfants dont un fils, Gabriel-Simon, mort en 1734, brigadier des Armées du Roi. Ce dernier épousa Anne Louise-Félicité de Madaillan de Lesparre Lassay, et eut une fille, Adélaïde-Geneviève-Félicité d’O, marquise de Franconville, comtesse de Manicamp, première femme de Louis de Brancas, 5e duc de Villars-Brancas. Elle décède le 26 août 1735 des suites de ses couches.

## Source
- Dictionnaire généalogique, héraldique, chronologique et historique, t. 2, Paris, Duchesne, 1757, p. 629.
- Étienne Pattou 2011 : http://racineshistoire.free.fr/LGN/PDF/d_O.pdf